# 柳叶木兰
柳叶木兰（学名：Magnolia salicifolia），属于木兰科木兰属，是日本的特有植物，人工栽培者较少见。落叶小乔木，株高7.5米，叶狭披针形，下侧发白，与其他木兰属植物相比叶较窄，是其用以区分的显著特征。花直径10厘米，有香味，花期春季，先花後叶，叶和树皮的汁液有香味。

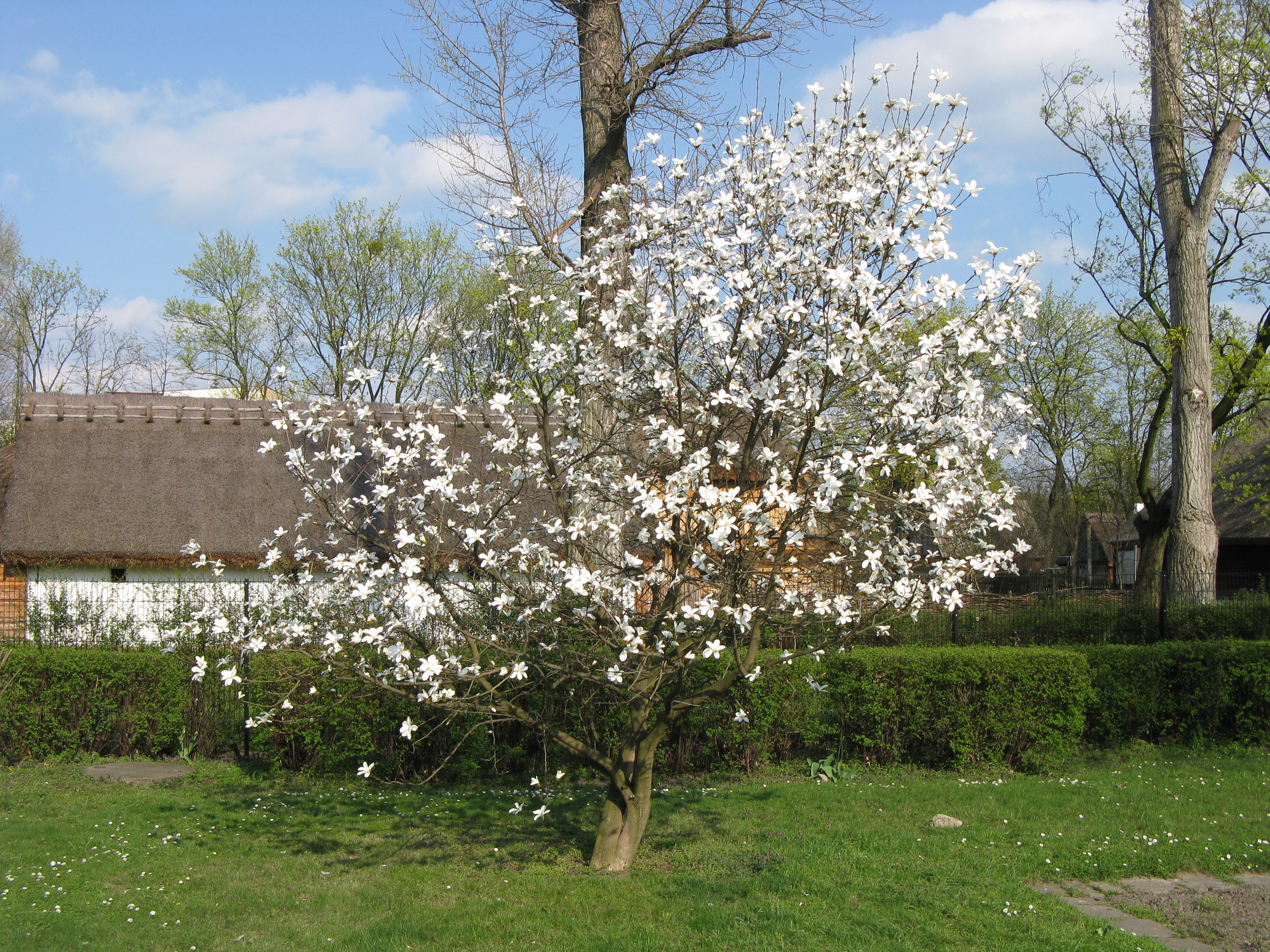